# Haas VF-23
Haas VF-23 —  болід Формули-1, розроблений і виготовлений Хаас для участі в чемпіонаті Формули-1 2023. Пілотами стали Кевін Магнуссен, що виступатиме другий рік поспіль, а також виступав з 2017 по 2020 рік за команду Хаас, і Ніко Гюлькенберг, який повернувся у Формулу-1 у 2023 році після 3 років без постійного гоночного контракту.

## Ліврея
31 січня 2023 року команда Хаас представила нову ліврею свого боліду. Нова ліврея відображає нове титульне партнерство з MoneyGram International Inc. – партнерство, про яке вперше було оголошено на Гран-прі США минулого сезону, коли бренд зі штаб-квартирою в Техасі розпочав співпрацю з американською командою.
Логотипи бренду MoneyGram розміщенні на кришці двигуна та передньому крилі боліду. Haas Automation, компанія верстатів з ЧПК, що заснована власником команди Джином Гаасом, зберігає свою присутність у лівреї, логотипи компанії розміщенні на задньому крилі та бічних понтонах. В лівреї також присутні логотипи інших партнерів команди, таких як Hantec Markets, Palm Angels, OpenSea, Alpinestars і Tricorp.
16 лютого 2023 року команда Хаас оголосила про нове партнерство з Chipotle Mexican Grill. Логотип компанії буде розміщено як на носі, так і на боках VF-23, з головним фокусом на трьох американських Гран-прі, що пройдуть в Маямі, Остіні та Лас-Вегасі.

## Результати
| Рік      | Команда                | Двигун         | Шини | Гонщик           | Гран-прі | Гран-прі | Гран-прі | Гран-прі | Гран-прі | Гран-прі | Гран-прі | Гран-прі | Гран-прі | Гран-прі | Гран-прі | Гран-прі | Гран-прі | Гран-прі | Гран-прі | Гран-прі | Гран-прі | Гран-прі | Гран-прі | Гран-прі | Гран-прі | Гран-прі | Очки | Місце |
| Рік      | Команда                | Двигун         | Шини | Гонщик           | БАХ      | САУ      | АВС      | АЗЕ      | МАЯ      | МОН      | ІСП      | КАН      | АВТ      | ВЕЛ      | УГО      | БЕЛ      | НІД      | ІТА      | СІН      | ЯПО      | КАТ      | США      | МЕХ      | САП      | ЛВГ      | АБУ      | Очки | Місце |
| -------- | ---------------------- | -------------- | ---- | ---------------- | -------- | -------- | -------- | -------- | -------- | -------- | -------- | -------- | -------- | -------- | -------- | -------- | -------- | -------- | -------- | -------- | -------- | -------- | -------- | -------- | -------- | -------- | ---- | ----- |
| 2023     | Moneygram Haas F1 Team | Ferrari 066/10 | P    | Кевін Магнуссен  | 13       | 10       | 17†      | 13       | 10       | 19†      | 18       | 17       | 18       | Схід     | 17       | 15       | 16       | 18       | 10       | 15       | 14       | 14       | Схід     | Схід     | 13       | 20       | 12   | 10    |
| 2023     | Moneygram Haas F1 Team | Ferrari 066/10 | P    | Ніко Гюлькенберг | 15       | 12       | 7        | 17       | 15       | 17       | 15       | 15       | Схід6    | 13       | 14       | 18       | 12       | 17       | 13       | 14       | 16       | 11       | 13       | 12       | 19†      | 15       | 12   | 10    |
| Джерело: |                        |                |      |                  |          |          |          |          |          |          |          |          |          |          |          |          |          |          |          |          |          |          |          |          |          |          |      |       |